# Молдовсько-румунський словник
Молдовсько-румунський словник (Dicționar Moldovenesc-Românesc) — написаний у 2003 авторством Василє Статі словник, що складає 19000 слів молдовської мови котрі потребують перекладу на румунську. Він отримав хвилю критики як в Молдові, так і в Румунії.
Був створений після слів тогочасного президента Румунії Іона Ілієску, котрий сказав, що повірить, що молдовська мова не є румунською лише тоді коли побачить молдовсько-румунський словник.
Зміст словника складається із:
1. Слів, що є звичайними для румунів, але не для молдован.
2. Регіональні молдовські слова, що використовуються лише у сусідніх з Молдовою регіонах.
3. Архаїчні, старі румунські слова котрі взяті з історичних документів та не використовуються в Румунії.
4. Молдовські слова з російською специфікою.